# Sommariva del Bosco
Sommariva del Bosco – miejscowość i gmina we Włoszech, w regionie Piemont, w prowincji Cuneo.
Według danych na rok 2004 gminę zamieszkiwało 5779 osób, 165,1 os./km².

## Linki zewnętrzne

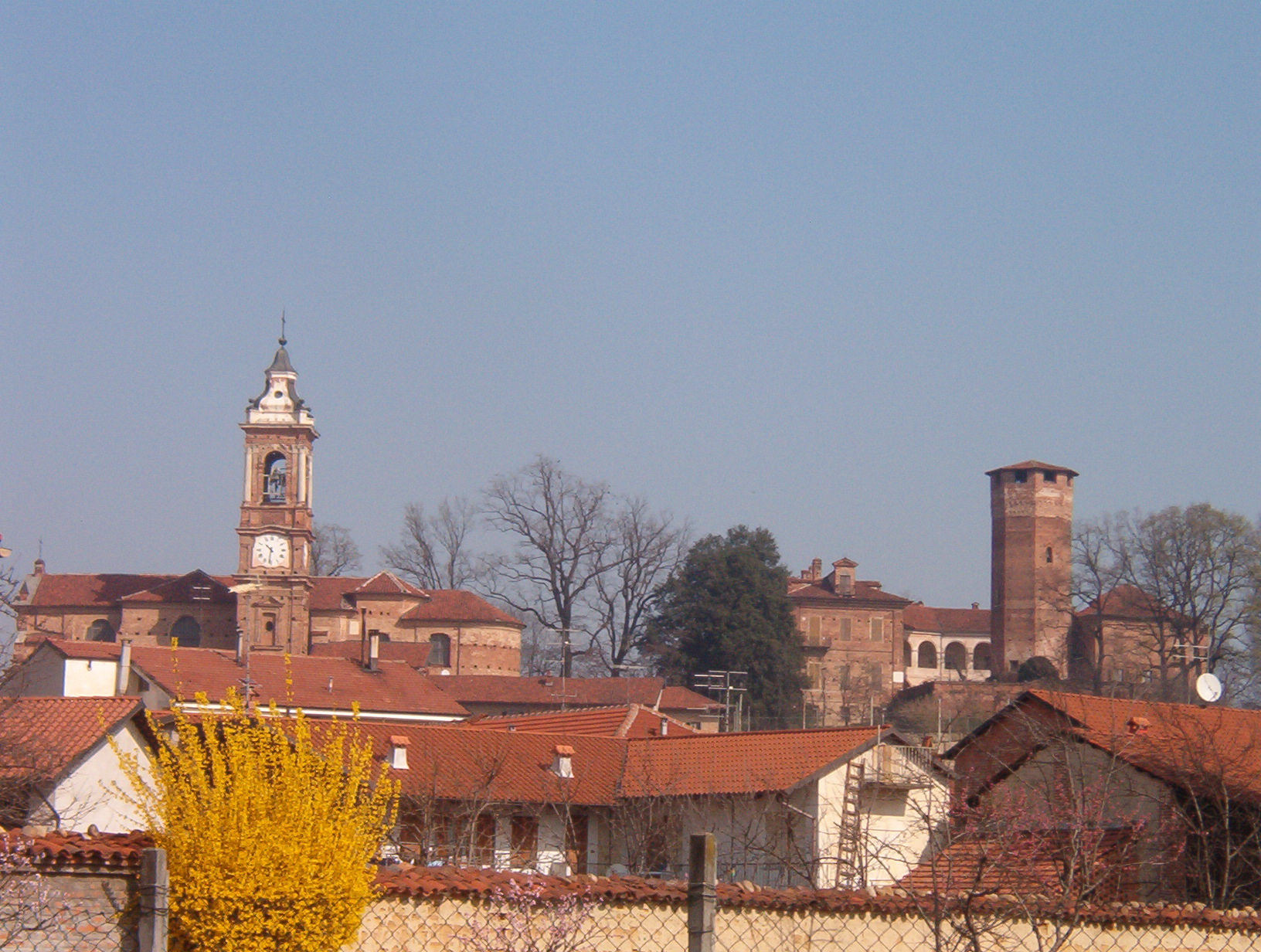
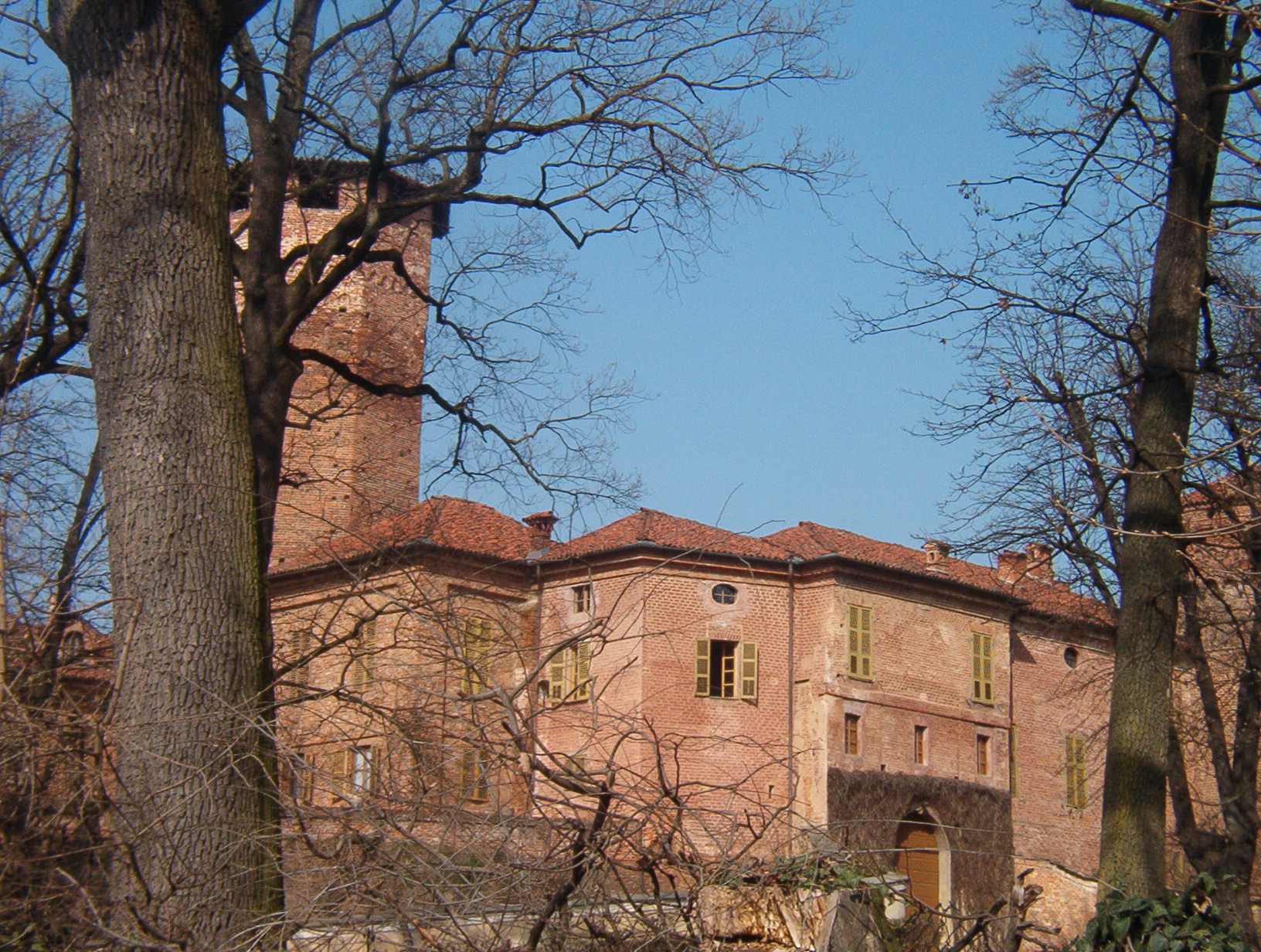
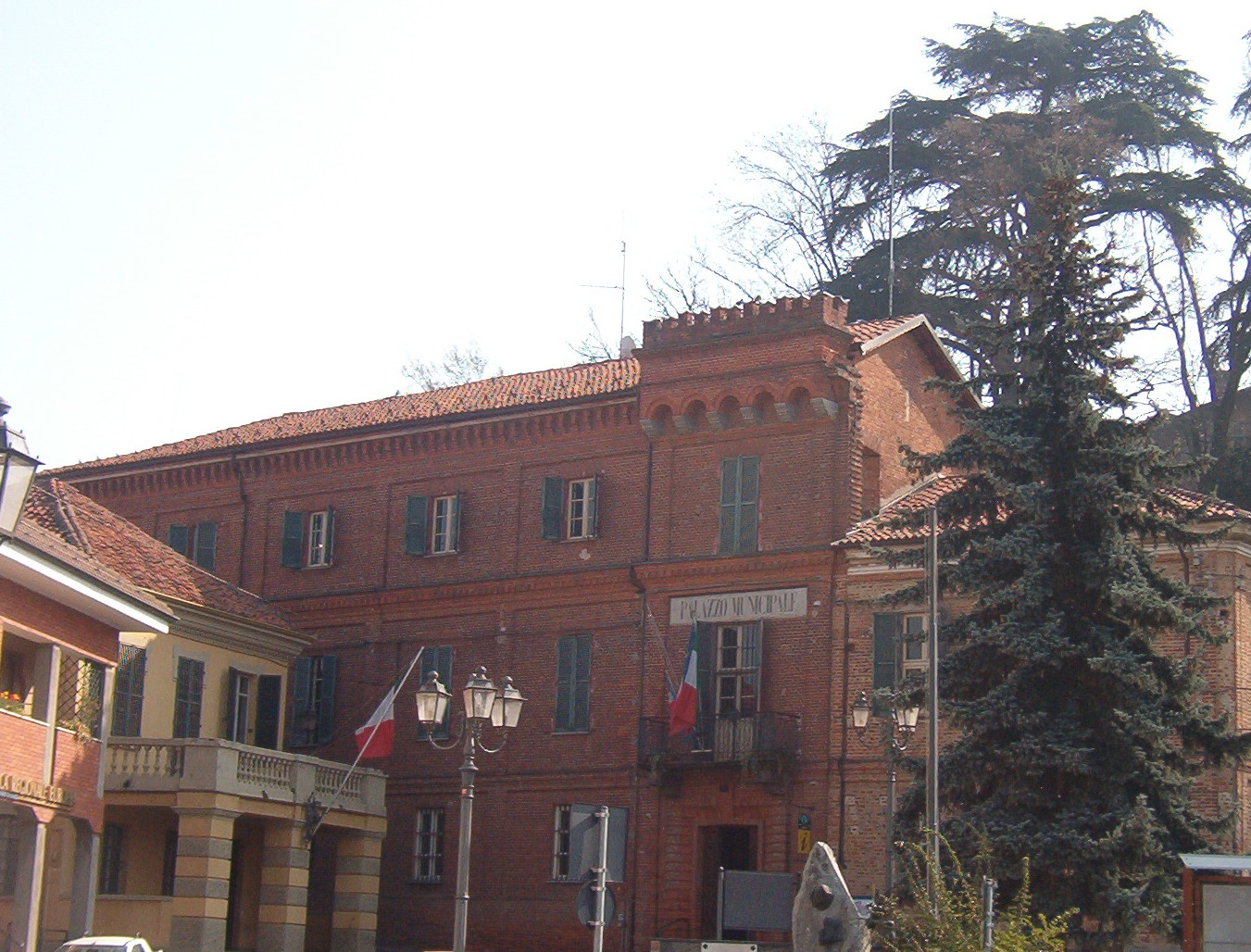
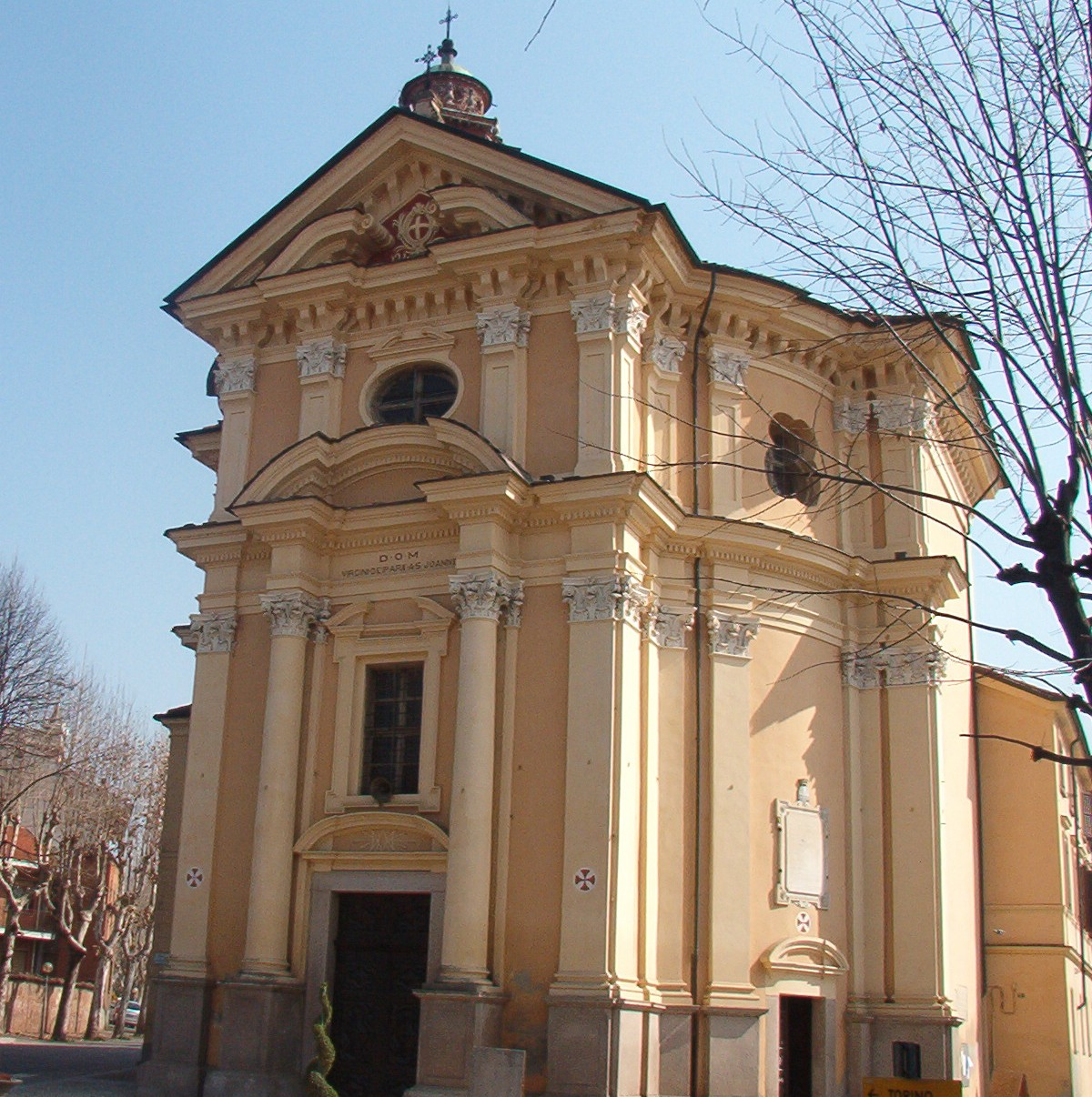